# Hopschusee
Der Hopschusee ist ein Bergsee im Kanton Wallis. Er liegt auf dem Simplonpass auf 2018 m ü. M. In der Nähe befindet sich die Alpsiedlung Hopsche. Der See ist ein Ausflugsziel und vom Simplonpass zu Fuss in 15 Minuten erreichbar.

## Geographie
Der Hopschusee liegt im Gebiet der Gemeinde Simplon unter der Ostflanke des Tochuhorns und unmittelbar an der Wasserscheide zwischen Rhone und Po. Das Wasser des Sees fliesst über den Hobschugrabe, die Taferna, die Saltina und die Rhone westlich von Marseille ins Mittelmeer. Der vom Hopschusee nur 300 Meter entfernte Chrummbach fliesst über die Doveria, die Tosa, den Tessin und den Po in die Adria. Vom Chrummbach führt eine künstliche Leitung einen Teil des Wassers zum Hopschusee.
400 Meter nordöstlich des Sees steht das Ferienheim der Ursulinen Schwestern. Einen halben Kilometer südöstlich des Sees steht als Wahrzeichen des Simplons das Steinadler-Monument, das während des Zweiten Weltkriegs als Symbol für den Grenzschutz und zur Erinnerung an den Aktivdienst durch die Gebirgsbrigade 11 erstellt wurde.
140 Meter südwestlich des Hopschusees liegt die Alp Hopsche. Die Gebäude der Alp werden heute vorwiegend im Sommer als Ferienhäuser genutzt.

## Naturschutzgebiet
Das Hochmoor beim Hopschusee ist im Inventar der Hoch- und Übergangsmoore von nationaler Bedeutung eingetragen. Am 19. Juni 1996 beschloss der Staatsrat des Kantons Wallis die Unterschutzstellung des Gebiets mit dem See und dem Hochmoor sowie der Bergflanke am Tochuhorn.

## Bilder

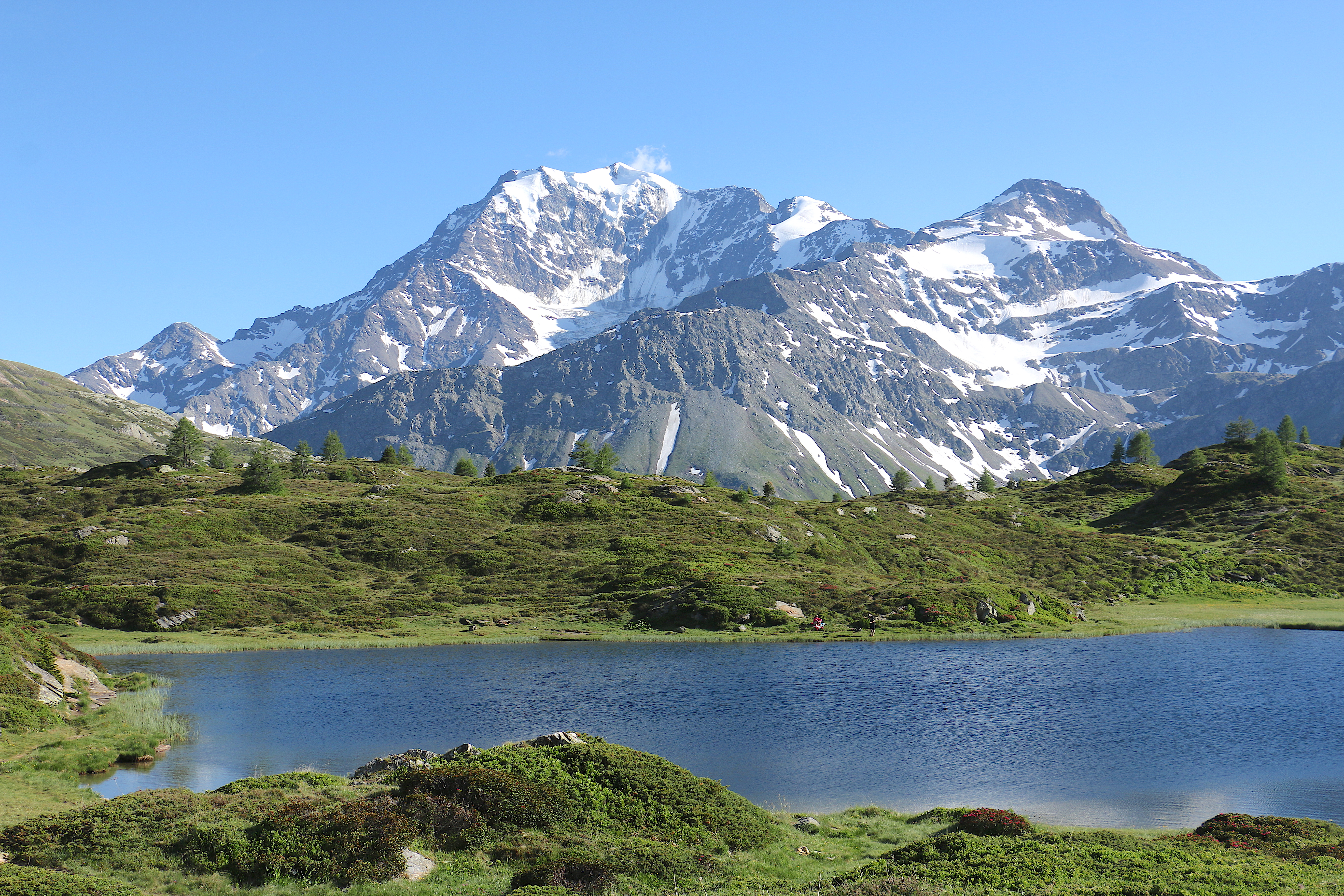
Hopschusee und Fletschhorn im Sommer.
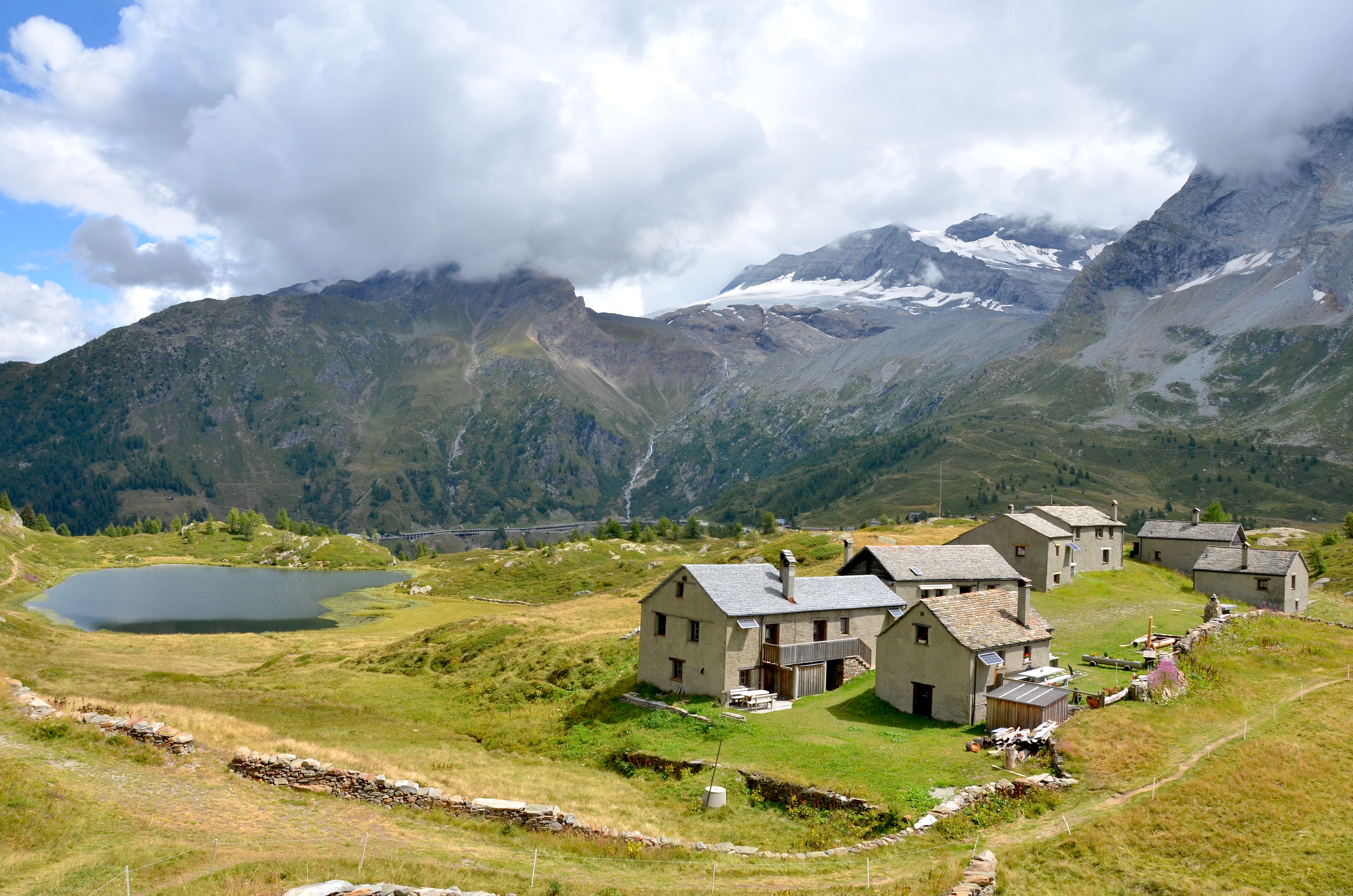
Alpsiedlung Hopsche mit Hopschusee
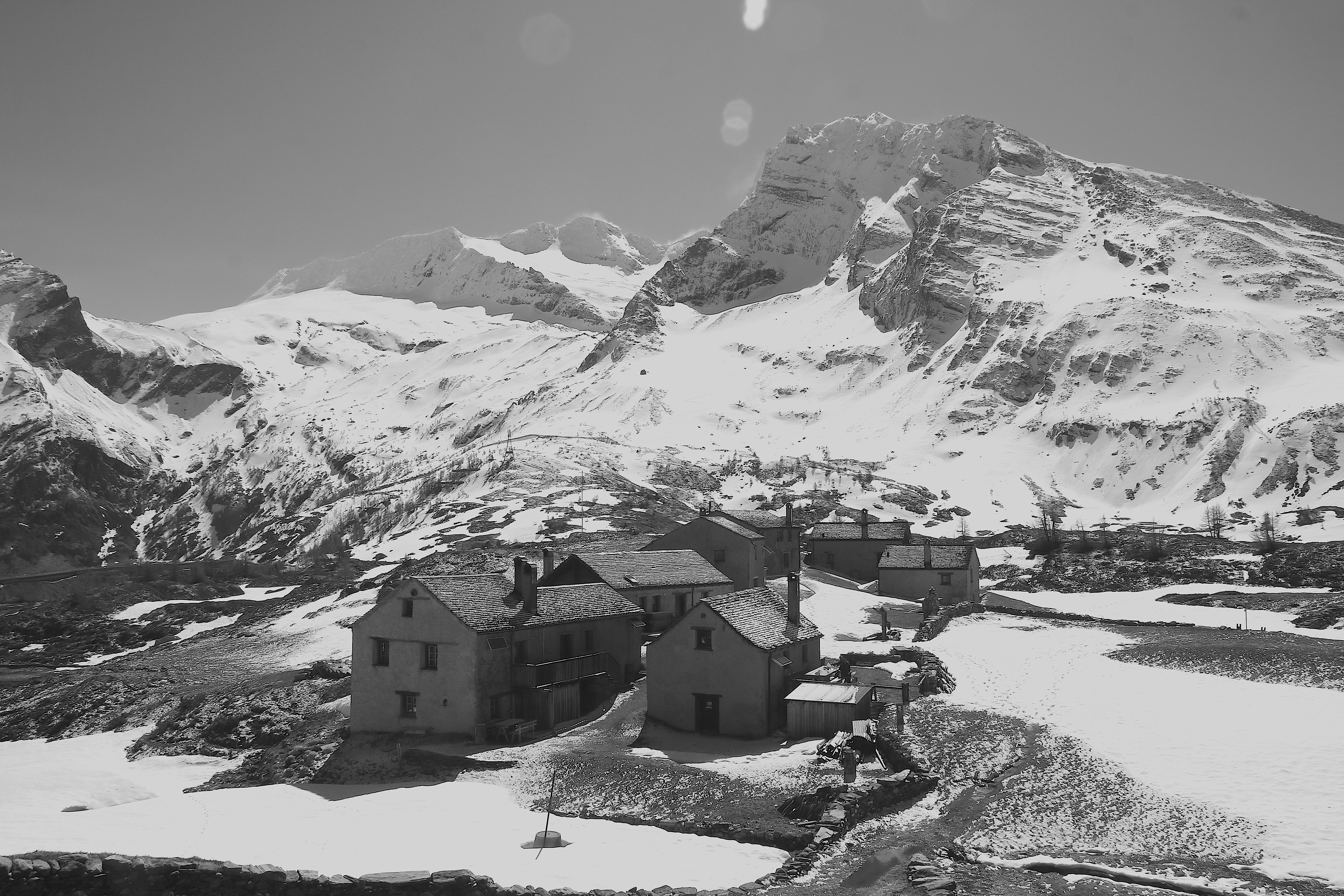
Hopsche mit Hübschhorn
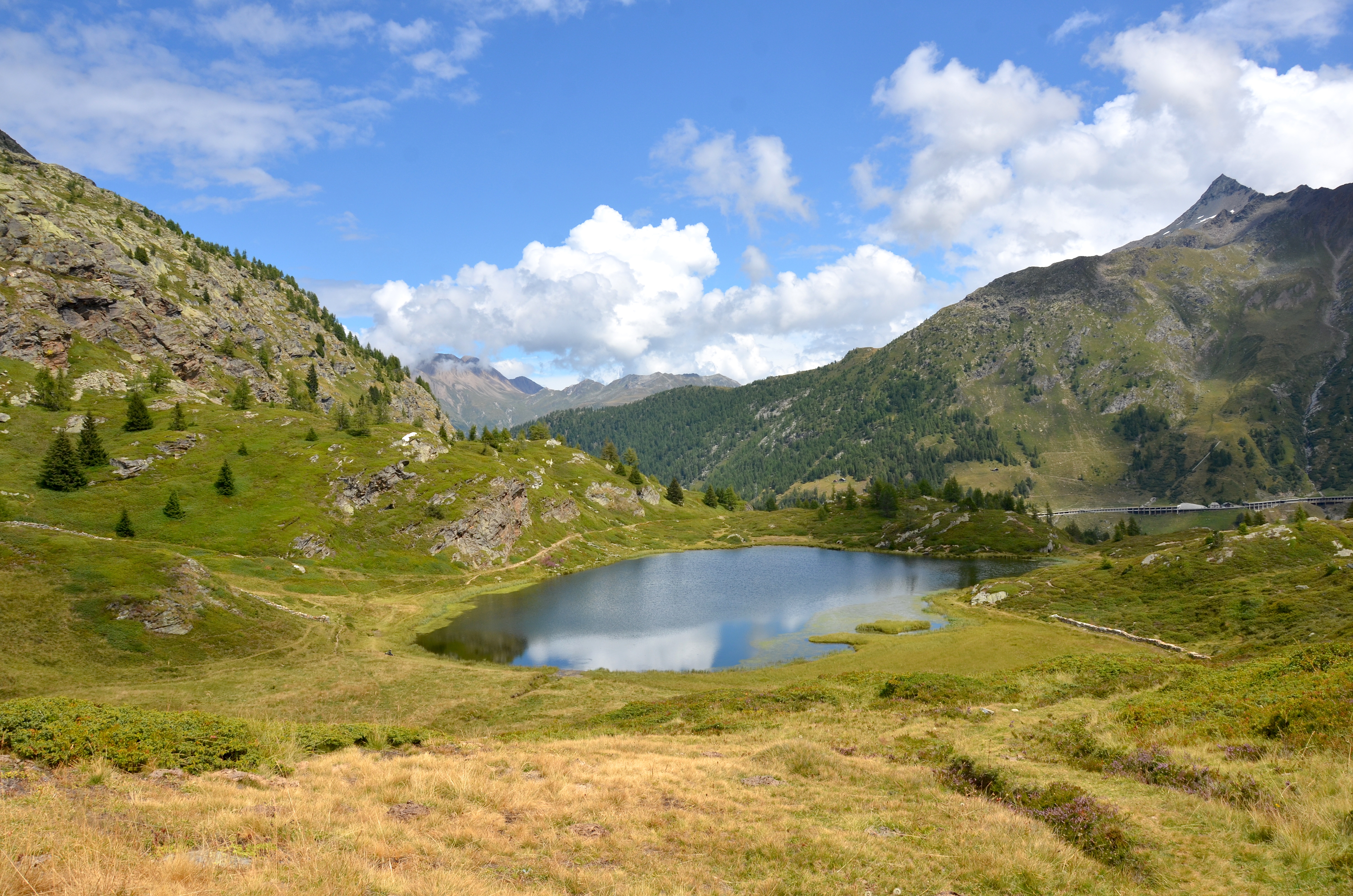
Hopschusee mit Moorgebiet